# Druhotná surovina
Druhotná surovina, také sekundární surovina, je vždy produkt nějaké lidské činnosti, na rozdíl od běžné přírodní (prvotní, primární) suroviny, kterou ve výrobním procesu (cyklu) nahrazuje.
Druhotná (sekundární) surovina je:
1. materie (látka), která vzniká jakožto vedlejší důsledek nějaké hospodářské činnosti, tedy druhotný produkt při výrobě v průmyslu, stavebnictví, zemědělství a potravinářství apod. Jde tedy o druhotný (vedlejší, sekundární) produkt, který není při výrobě primární (prvotní, zpravidla však neznamená produkt druhořadý nebo podřadný). V případě, že se takováto druhotná surovina z jakéhokoliv důvodu dále nepoužije pro další výrobu, stává se odpadem.
2. hmota, jež je jinak považována za nepoužitelný odpad, kterou lze prostřednictvím recyklace – opětovného cyklického uvedení zpět do výrobního procesu (cyklu), cílevědomě upravit pro další použití pro týž nebo i jiný účel. Jde tedy o cílené přetváření nepoužitelných odpadů v dále použitelný materiál (látku). Zdrojem této materie obvykle bývá běžný komunální odpad, který vzniká především v domácnostech. Nejběžněji recyklovatelnými materiály jsou všechny kovy, papír, sklo a velké množství různých plastů. Jde o využívaný využitelný odpad a může se jednat odpad vratný – odpad použitelný ve výrobním procesu, ve kterém vznikl.[1]

Jinými slovy, je-li surovina látka připravena k procesu využití, lze druhotnou surovinu definovat jako surovinu, která vznikla z již jednou zpracované suroviny, a která opakovaně vstupuje do procesu využití.

## Česká republika
Druhotnou (sekundární) surovinu popisuje Zákon o odpadech jako „materiál mající zejména charakter vedlejších produktů nebo upravených odpadů, které přestaly být odpadem poté, co splnily podmínky a kritéria, pokud jsou stanovena, materiálů získaných z výrobků podléhajících zpětnému odběru podle zákona o výrobcích s ukončenou životností, materiálů z dalších výrobků využitelných pro další zpracování, včetně nespotřebovaných vstupních surovin, materiálů předávaných k novému využití; druhotná surovina slouží jako vstup pro výrobu a nahrazuje prvotní surovinu“. Zákon připravilo Ministerstvo životního prostředí ČR a předpokládalo jeho platnost v prvním kvartálu roku 2018. Zákon obsahuje nový princip „Zaplať kolik vyhodíš“, princip tzv. „hierarchie pro nakládaní s odpady“, který má snížit příliš vysoké procento komunálních odpadů ukládaných do skládek bez jakéhokoliv využití. V letech 2016, 2020 a 2021 bylo ročně vyprodukováno přes 5,6 milionů tun komunálních odpadů a z toho bylo 48 % uloženo do skládek, včetně využitelných odpadů (druhotných surovin).
Míra využití oběhového materiálu (anglicky Circular Material use Rate; CMU), ukazatele Eurostatu – statistického úřadu EU, vzrostla od roku 2014 do roku 2016 z 6,9 % na 7,6%, tedy pod evropský průměr 11,7 %. Zvýšení CMU odpovídá vyššímu podílu materiálu vráceného zpět do hospodářství (druhotného) na celkovém materiálovém využití (celkové spotřebě materiálu – součtu celkové domácí spotřeby materiálu (anglicky Domestic material consumption; DMC) a kruhového použití materiálů). Odpovídá snížení dopadu těžby prvotních (primárních) surovin na životní prostředí – nahrazení prvotních (primárních) surovin druhotnými (sekundárními).

### Politika druhotných surovin České republiky pro období 2019 – 2022
Dne 30. července 2019 schválila Vláda ČR pro období 2019 až 2022 aktualizaci tzv. Politiky druhotných surovin České republiky, která měla podpořit změnu hospodaření se zdroji (surovinami) z tzv. lineárního na oběhový (cirkulární) systém. Politiku připravilo Ministerstvo průmyslu a obchodu ČR ve spolupráci s průmyslovými svazy, asociacemi, sdruženími a ministerstvy ČR, v reakci na přechod evropského průmyslu na oběhové hospodářství (cirkulární ekonomiku) a i související legislativní úpravy Evropské unie.
Mezi 19 body Politiky je:
- podpora inovativních technologií na zpracování a využívání druhotných (sekundárních) surovin (surovin získaných z výrobků a materiálů s ukončenou životností) nahrazujících prvotní (primární) suroviny (zdroje) ve výrobních procesech
- odstraňování bariér pro využívání druhotných (sekundárních) surovin
- podpora osvěty a vzdělávání o oběhovém hospodářství

## Příklady

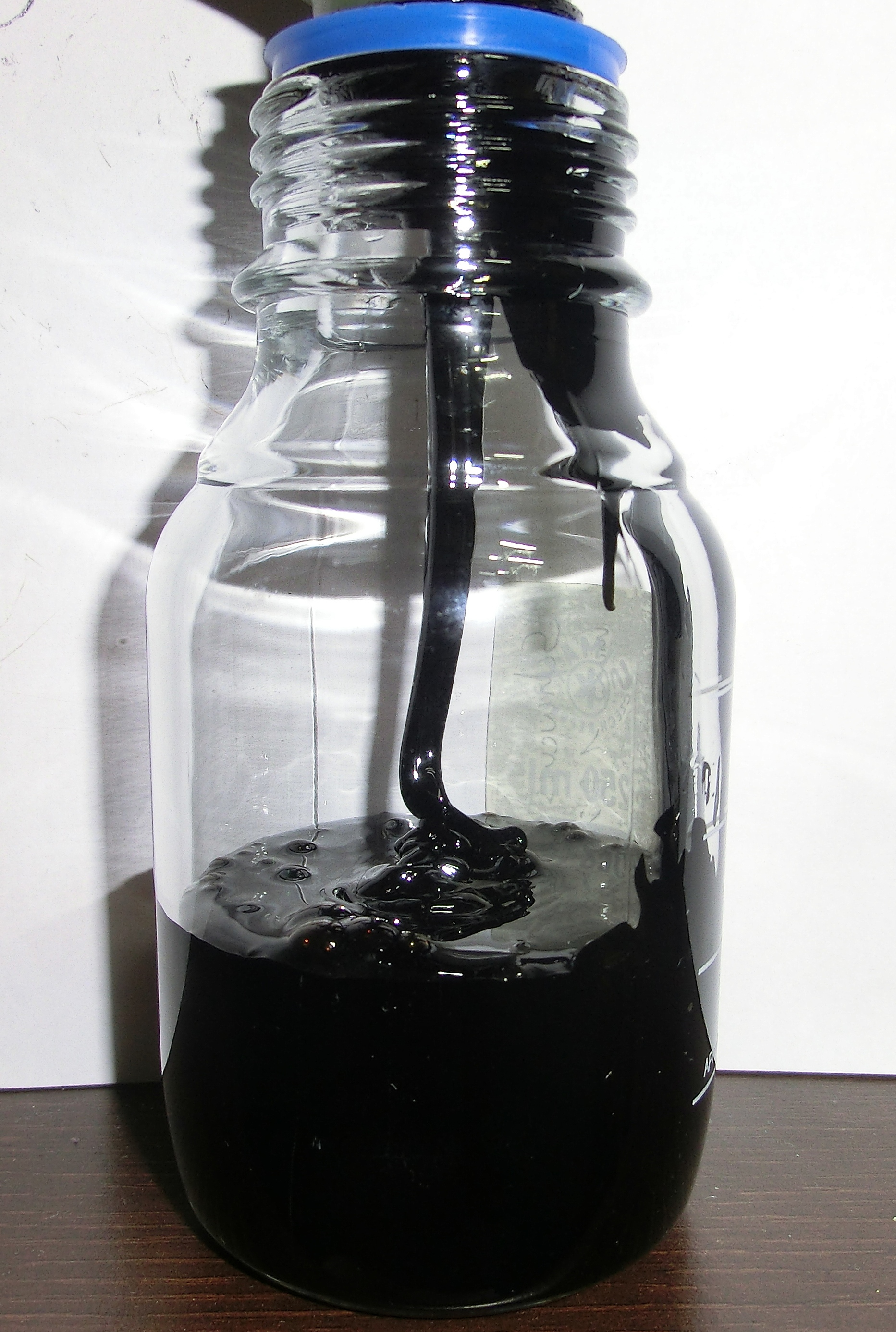
Mazut

- Při destilaci ropy vzniká mazut, který může být použit např. jako palivo v lodních motorech nebo z něj další destilací může být vyroben asfalt.

### Energetika
Klasickým příkladem budiž výroba koksu a svítiplynu u uhlí.
- Při výrobě koksu v koksárnách vzniká jakožto druhotná surovina svítiplyn.
- Při výrobě svítiplynu v plynárnách vzniká jakožto druhotná surovina koks.

### Zemědělství
Při sklizni obilí vzniká jakožto druhotná surovina sláma. Tu lze dále využít jakožto krmivo pro hospodářská zvířata, chlévskou podestýlku, výrobu různých předmětů (např. košů, klobouků, atd.) nebo pro výrobu topných pelet.

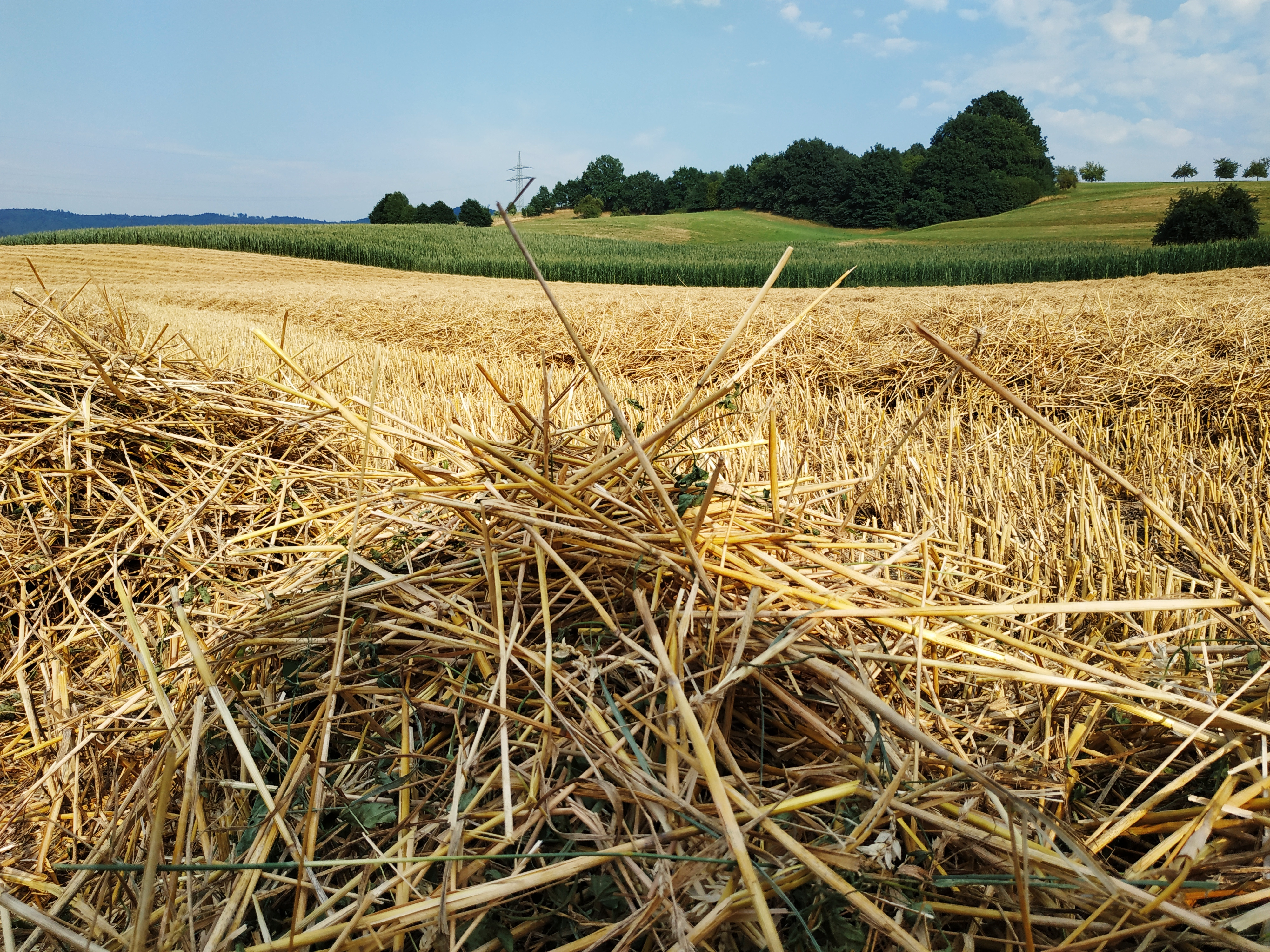
Sláma druhotná surovina sklizně obilí
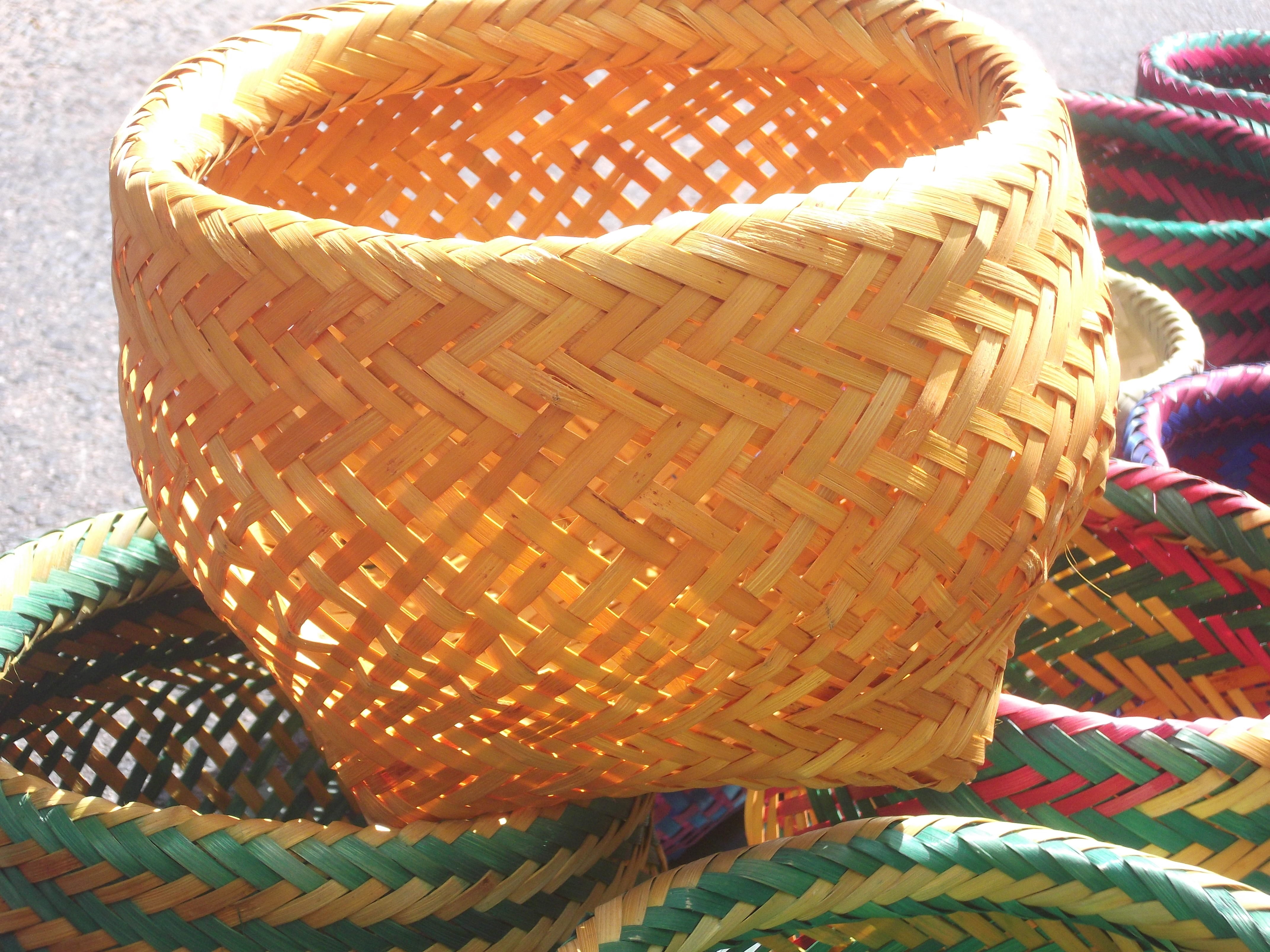
Slaměný koš
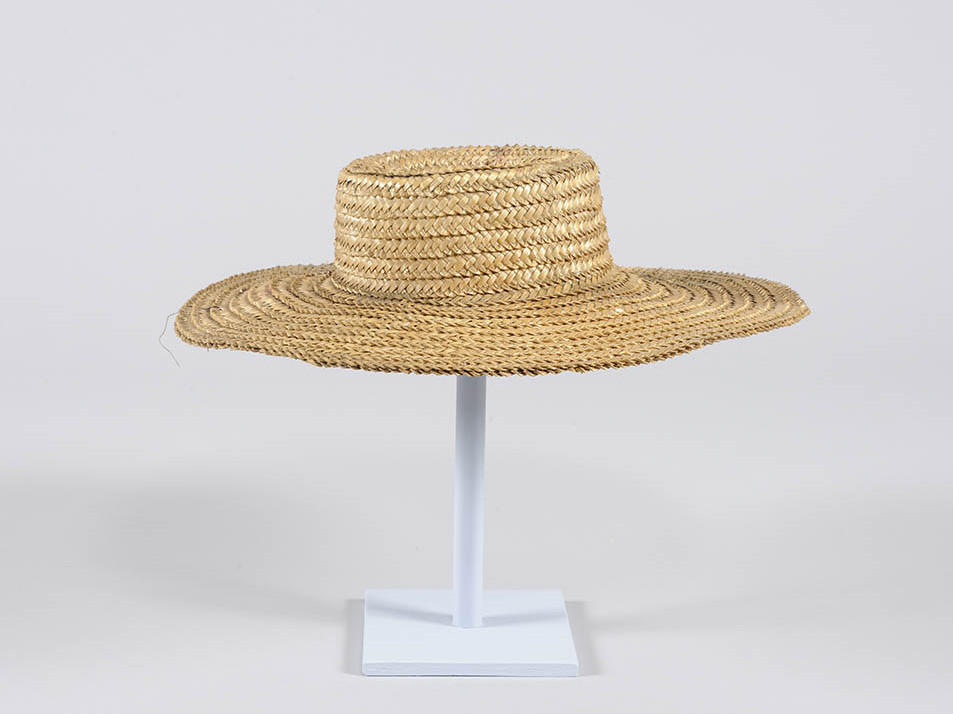
Slaměný klobouk
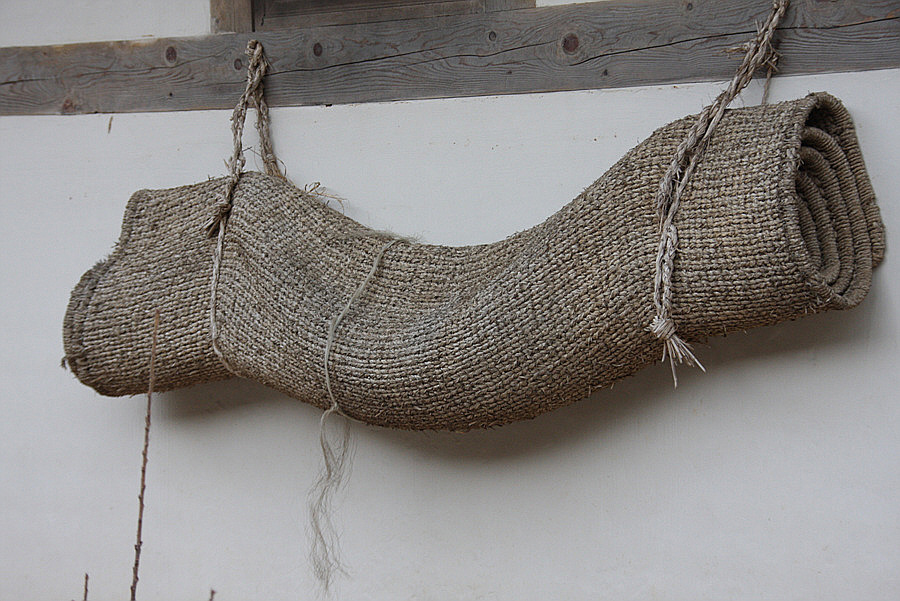
Slaměná rohož
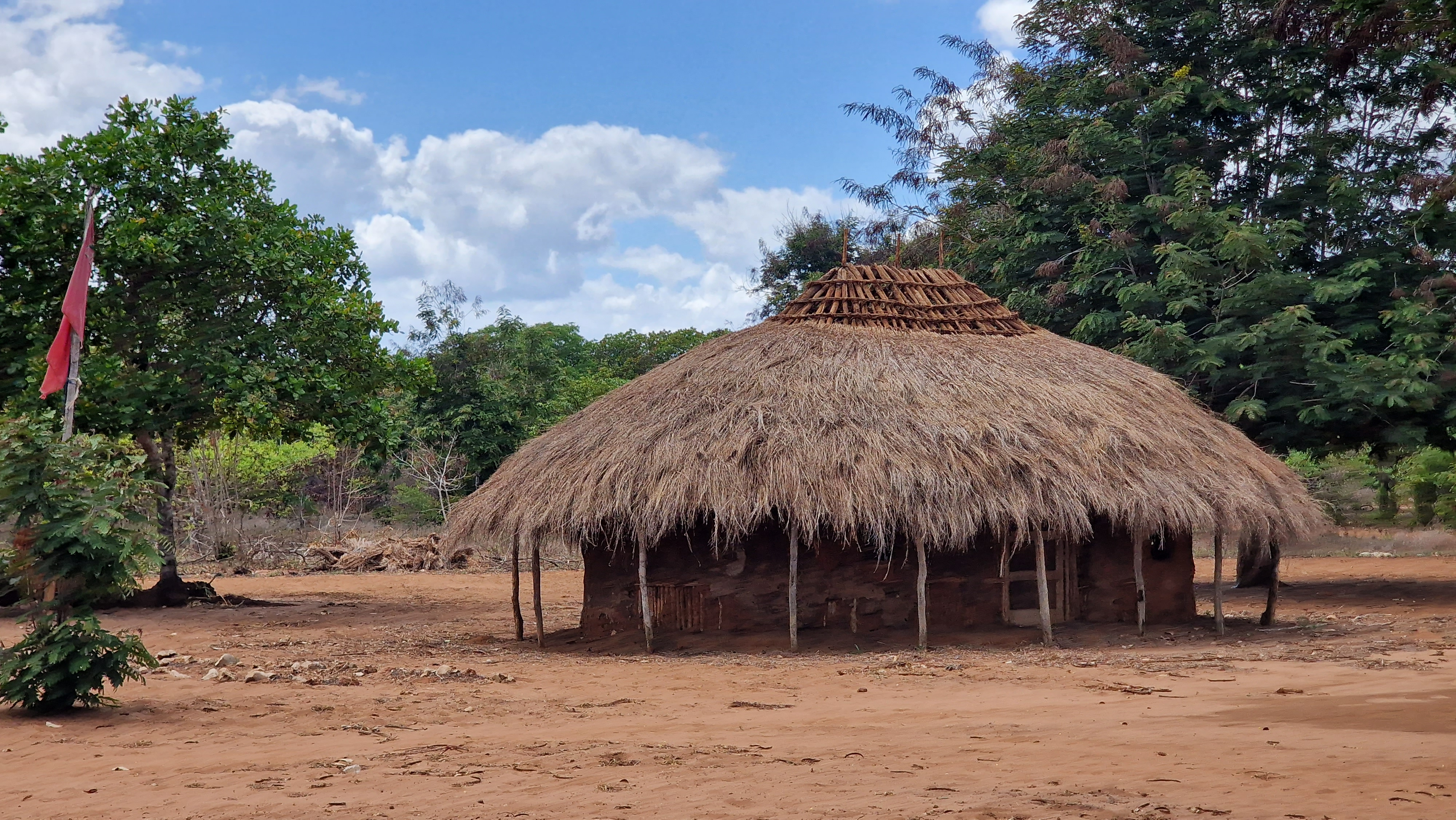
Africký dům se slaměnou střechou

### Potravinářství
Pří výrobě řepného cukru z cukrové řepy v cukrovarech vznikají jakožto druhotná surovina řepné řízky, které lze dále použít:
1. jako levné krmivo pro hospodářská zvířata
2. k výrobě topných pelet
3. k výrobě bioplynu

### Hutnictví
Při výrobě železa ve vysoké peci vzniká jako primární produkt výroby surové železo. Druhotnými surovinami jsou zde vysokopecní plyn (využívá se jako palivo) a vysokopecní struska, ta se zpracovává na vysokopecní cement, struskovou vlnu (vatu), dlažební kostky, struskový štěrk nebo struskový písek.

### Sklářský průmysl
Při výrobě skla ve sklárnách vzniká vždy další druhotná surovina, kterou je zde samotné sklo.
Vadné sklo se zde zpravidla ihned vrací do výroby, provádí se zde průmyslová přímá recyklace všech vadných skleněných výrobků.